# Kate McGregor-Stewart
Kate McGregor-Stewart (New York, 4 ottobre 1944) è un'attrice statunitense.

## Filmografia parziale
- Il padre della sposa (Father of the Bride), regia di Charles Shyer (1991)
- L'Uomo Ombra (The Shadow), regia di Russell Mulcahy (1994)
- Il padre della sposa 2 (Father of the Bride Part II), regia di Charles Shyer (1995)
- Una promessa è una promessa (Jingle All the Way), regia di Brian Levant (1996)
- In & Out, regia di Frank Oz (1997)
- School of Rock, regia di Richard Linklater (2003)

## Doppiatrici italiane
Nelle versioni in italiano delle opere in cui ha recitato, Kate McGregor-Stewart è stata doppiata da:
- Carmen Onorati in Il padre della sposa 2
- Stefania Romagnoli in School of Rock
- Caterina Rochira in Nip/Tuck

Da doppiatrice è sostituita da:
- Lorenza Biella in Wonder Park